# Ханс Георг Цорн фон Булах
Ханс Георг Цорн фон Булах (на немски: Hans Georg Zorn von Bulach; † 15 декември 1617 в Остхаузен/Остуз в Ба Рен, Гранд Ест) е благородник от стария род „Цорн фон Булах“, клон на фамилията „Цорн“.
Той е син на Йоахим Цорн фон Булах (1541 – 1571) и съпругата му Маргарета Пфафенлап, нар. Щил († сл. 1571).
Родът „Цорн“ е един от най-старите патрициански род от Щрасбург в Елзас. Клонът „Цорн фон Булах“ е издигнат през 16 век на рицари и през 1773 г. на фрайхер.
Император Сигизмунд Люксембургски дава през 1436 г. половината от селището Остхаузен/Остуз на Рудолф Цорн. След шест години Николаус Цорн фон Булах получава другата половина от император Фридрих III. Между 1442 и 1457 г. фамилията започва строежа на нов воден дворец на река Ил върху фундаментите на предишния дворец. До 1960-те години дворецът е собственост на фамилията до смъртта на последния барон Станислас Цорн фон Булах, кмет на Остхаузен/Остуз, и през 1963 г. отива на Николас де Зоненберг.
Ханс Георг Цорн фон Булах е прапрадядо на княз Клеменс фон Метерних (1773 – 1859), канцлер на Австрия.

## Фамилия
Ханс Георг Цорн фон Булах се жени за Хелена Шьонер фон Щраубенхарф († сл. 1617), дъщеря на Йохан Рудолф Шьонер фон Щраубенхарф († сл. 1569) и Якобея Бетшолд фон Кенцинген. Те имат една дъщеря:
- Хелена Цорн фон Булах († 31 януари 1634, Фрайбург в Брайзгау), омъжена за Вилхелм фон Кагенек (* ок. 1587; † 7 януари 1652, Мунцинген, Фрайбург), син на Йохан Фридрих фон Кагенек († 1608) и 	Маргарета Доротея Бьоклин фон Бьоклинзау († 1618); родители на:
  - Йохан Фридрих фон Кагенек (* 22 януари 1633, Фрайбург; † 21 януари 1705, Фрайбург), имперски фрайхер